# Аничков, Николай Николаевич
Никола́й Никола́евич Ани́чков (22 октября [3 ноября] 1885, Санкт-Петербург, Российская империя — 7 декабря 1964, Ленинград, СССР) — русский и советский врач-патологоанатом, генерал-лейтенант медицинской службы (1944), доктор медицинских наук (1912), профессор (1920), академик АН СССР (1939) и АМН СССР (1944), президент АМН СССР (1946—1953), член девяти зарубежных научных академий и научных обществ. Депутат Верховного Совета СССР 2-го созыва. Лауреат Сталинской премии 1-й степени (1942).

## Биография
Представитель старинного и знатного дворянского рода Аничковых. Его основатель — выходец из Большой Орды царевич Берки, пришедший в Россию в 1301 году, перешёл на службу к великому князю Ивану Даниловичу Калите, был крещён и назван Оникием.
Родился в семье действительного тайного советника, сенатора, товарища (заместителя) министра народного просвещения Николая Милиевича Аничкова и Любови Иосифовны Аничковой (1859—1924), дочери протопресвитера И. В. Васильева, построившего православный собор Александра Невского на улице Дарю в Париже).
После окончания с золотой медалью 3-й Санкт-Петербургской гимназии (1903) поступил в Императорскую Военно-медицинскую академию. На третьем курсе занимался гистологией под руководством А. А. Максимова. В 1909 году за студенческое исследование «К вопросу о источнике папиллярных опухолей яичников» был удостоен премии имени Т. С. Иллинского. Окончил академию в 1909 году со званием лекаря с отличием и был оставлен на кафедре патологической анатомии в должности институтского врача (по современному — аспиранта).
За диссертацию на степень доктора медицины на тему: «О воспалительных изменениях миокарда (к учению об экспериментальном миокардите)» Обществом русских врачей удостоен премии имени М. М. Руднева (1912). В своей диссертации Аничков впервые детально проследил морфогенез экспериментального миокардита и описал особые клетки грануляционной ткани сердца, входящие в состав ревматической гранулёмы сердца, которые получили название «миоциты Аничкова», а в современной научной литературе — «клетки Аничкова».
Находясь с 1912 по 1914 год в научной командировке в Германии, занимался: прозекторской работой в Страсбурге у профессора Х. Киари и экспериментальной патологией во Фрайбурге у профессора Л. Ашоффа в институте патологии университета им. Альберта-Людвига.
Во время Первой мировой войны, в 1914—1917 годах, был старшим врачом 231-го полевого военно-санитарного поезда.
С 1916 года — приват-доцент, в 1917 году — прозектор на кафедре патологической анатомии Военно-медицинской академии. Осенью 1919 года приступил к чтению лекции по общей и экспериментальной патологии, а весной 1920 года был избран профессором и заведовал кафедрой патологической физиологии академии до 1939 года, а затем, до 1946 года, — кафедру патологической анатомии. Также он возглавлял в 1920—1964 годах отдел патологической анатомии Института экспериментальной медицины, а в 1932—1936 годах отделение патологической анатомии в Вузе-больнице им. И. И. Мечникова и в 1937—1938 годах — кафедру патологической анатомии 1-го ЛГМИ имени И. П. Павлова. В 1918 году по совместительству работал в больнице «Общины Святой Евгении», затем — в лепрозории «Крутые Ручьи».
С 1939 года — академик АН СССР; с 1944 — академик АМН СССР и с декабря 1946 по 14 декабря 1953 года её президент. С 1944 года — генерал-лейтенант медицинской службы.

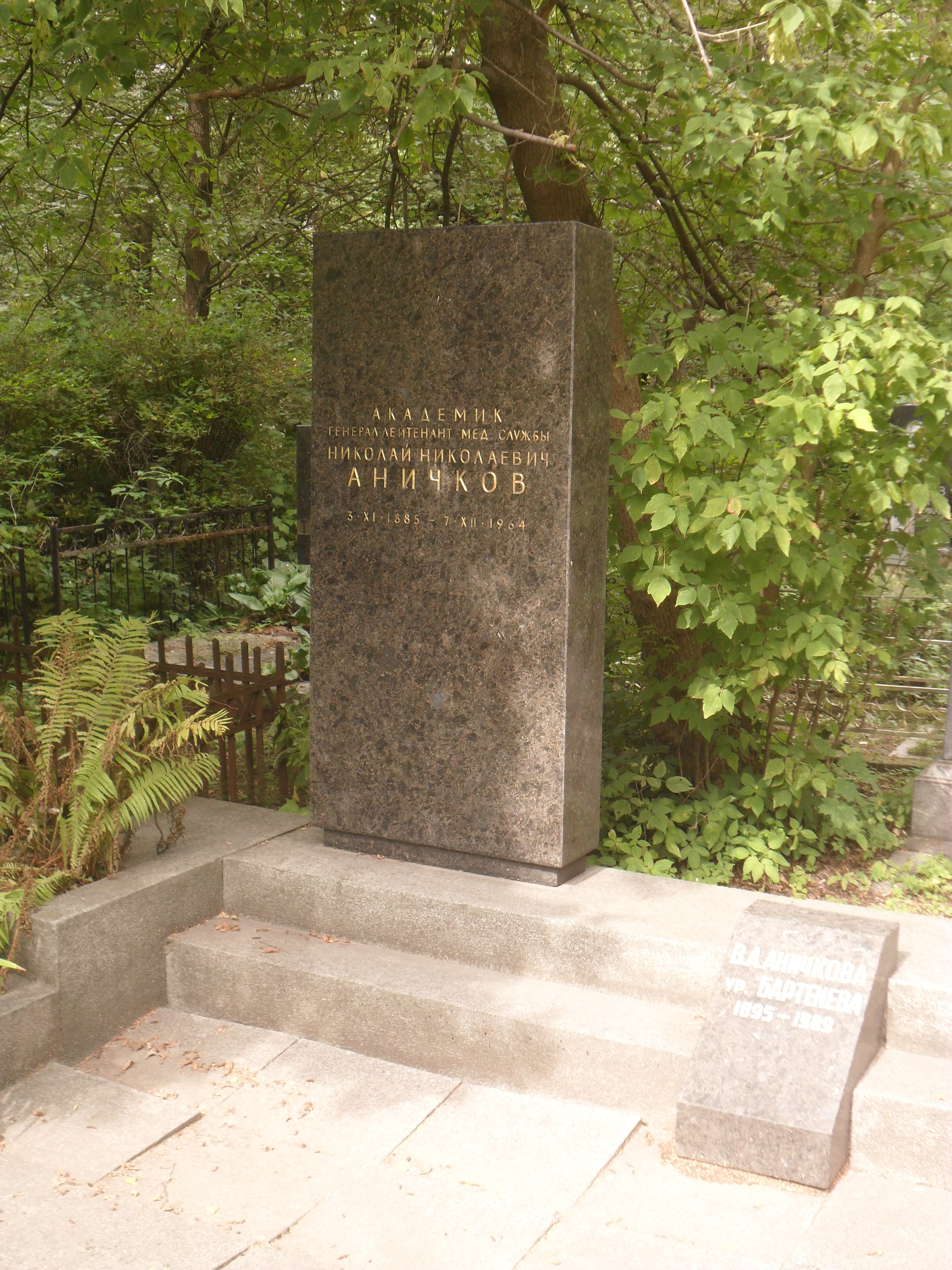
Могила Н. Н. Аничкова на Богословском кладбище Санкт-Петербурга.

Скончался 7 декабря 1964 года и был похоронен на Богословском кладбище в Санкт-Петербурге (уч. 32).
В 1-м издании БМЭ был редактором по вопросам патологии сердечно-сосудистой системы и обмена веществ; во 2-м издании — член редколлегии и ответственный редактор отдела «Патология и морфология». Работал в редколлегиях журналов «Архив патологии», «Природа». Как член редакционной коллегии участвовал в создании многотомного труда «Опыт советской медицины в Великой Отечественной войне 1941—1945 гг.».
Депутат Ленгорсовета и Верховных Советов РСФСР и СССР.

## Научная деятельность
Николай Николаевич Аничков (Anitschkow, Anichkov) является крупнейшим российским и советским патологом. Он впервые описал специализированные миогистиоцитарные клетки миокарда (в мировой специальной литературе — «клетки Аничкова», Anitschkow cells), участвующие в построении ревматической гранулёмы. Открыл ведущее значение липидов, главным образом холестерина, в морфо- и патогенезе атеросклероза (это достижение признано в США одним из 10 важнейших открытий в медицине). В 1958 году руководитель отдела патологии медицинского факультета Стенфордского университета Вильям Док (William Dock) в передовой статье журнала «Annals of Internal Medicine» написал, что «…ранняя работа Аничкова сравнима по своей значимости с открытиями Гарвеем кровообращения и Лавуазье процесса дыхания как поглощение кислорода и выделение углекислого газа… Только признание врачами фактов, ставших ясными после решающих исследований последних лет, поможет до конца понять всю важность работ Игнатовского и Аничкова и приведёт к снижению инвалидности и смертности от атеросклероза подобно тому, как это случилось с туберкулёзом после работ Вильмона и Коха». Крупный американский липидолог Д. Стайнберг (D. Steinberg) писал: «Если бы значение его данных было своевременно оценено, мы бы могли выиграть более 30 лет в длинной борьбе за то, чтобы найти истину в полемике вокруг холестерина, а сам он мог быть удостоен Нобелевской премии».
Теория патогенеза атеросклероза, созданная Н. Н. Аничковым, имела важнейшее значение для научной и практической медицины, особенно для кардиологии. Учёный впервые показал, что в основе атеросклеротических поражений артерий лежит инфильтрация (проникновение) липидов, главным образом холестерина, в стенку сосуда. Он подробно проследил и изучил стадии развития, прогресса и регресса атеросклеротических бляшек. Атеросклероз был впервые представлен как системное заболевание, обусловленное различными, нередко сочетанными факторами риска: нарушениями липидного обмена, повышением артериального давления (гипертензией) и др. При этом было установлено, что у лиц старше 45 лет гипертензия — более сильный фактор риска, чем гиперхолестеринемия. Под руководством Аничкова была разработана специальная методика исследования коронарных артерий сердца. Она дала возможность оценить меняющуюся степень сужения этих артерий бляшками и сопоставить места сужений с изменениями в миокарде: инфарктом, кардиосклерозом. Были предложены прогрессирующая и стационарная форма атеросклеротического кардиосклероза. Н. Н. Аничков и его ученики впервые изучили связь между нарушением кровоснабжения миокарда и возникновением аритмий. Таким образом, трудами Н. Н. Аничкова и его научной школы были заложены основы патогенеза наиболее важных заболеваний сердца и сосудов.
Кроме того, стал одним из основателей учений о ретикуло-эндотелиальной системе и аутогенных инфекциях. Н. Н. Аничков также много занимался вопросами военной патологии и медицины.

## Награды
- три ордена Ленина (21 февраля 1945; 10 июня 1945; 21 ноября 1955 — в связи с 70-летием со дня рождения, 50-летием научной и педагогической деятельности и отмечая заслуги в области развития медицинской науки)
- орден Красного Знамени (3 ноября 1944)
- орден Отечественной войны I степени (2 ноября 1945)
- орден Трудового Красного Знамени (7 декабря 1940) — «за выдающиеся заслуги перед страной и Красной Армией в области научной, педагогической, врачебной и общественной деятельности»
- орден Красной Звезды (22 февраля 1938)
- около 20 медалей СССР
- Сталинская премия I степени (10 апреля 1942) — за научный труд «Частная патологическая анатомия. Ч. II: Сердце и сосуды», опубликованный в конце 1940 года
- Премия имени И. И. Мечникова (1952)

## Публикации
Опубликовал более 260 научных трудов. Из них наиболее важные:
- Аничков Н. Н. О воспалительных изменениях миокарда. Диссертация. — СПб., 1912.
- Anitschkow N. N. Über die Veränderungen der Kaninchenaorta bei experimenteller Cholesterinsteatose // Beitr. Path. Anat.—1913. — Vol. 56. — № 2. — P. 379—404.
- Anitschkow N. N., Chalatow S. S. Über experimentelle Cholesterinsteatose und ihre Bedeutung für die Entstiehung einiger pathologischer Prozesse // Zbl. allg. Path. u. path. Anat.— 1913.— Vol. 24, № 1.— Р. 1—9.
- Anitschkow N. Das Wesen und die Entstehung der Atherosklerose. — Erg. Inn. Med. Kinderheilk. — 1925. — Vol. 28. — № 1. — P. 1-46.
- Аничков Н. Н. Учебник патологической физиологии. — М.; Л.: Гос. изд-во, 1928. — 432 с.
  - 4-е изд., испр. и доп. — Ленинград : Наркомздрав СССР : Биомедгиз. Ленингр. отд-ние, 1938. — 474 с.
- Аничков Н. Н. Учение о ретикуло-эндотелиальной системе. — М.; Л.: Гос. изд-во, 1950. — 336 с.
- Anitschkow N. Experimental Arteriosclerosis in Animals. In: Cowdry, E.V., Ed., Ateriosclerosis: A Survey of the Problem, McMillan, New York, 271—322. 1933; 1967.
- Аничков Н. Н. Об одном новом направлении экспериментальных исследований в области инфекционной патологии // Арх. биол. наук — 1937. — Т. 45. — Вып. 2. — С. 45-52.
- Аничков Н. Н. // Абрикосов А. И. Частная патологическая анатомия. — Вып. 2. Сердце и сосуды. — М.; Л.: Гос. изд-во, 1940. — С. 262—542.
- Морфология заживления ран / Н. Н. Аничков, К. Г. Волкова, В. Г. Гаршин; Академия медицинских наук СССР, Институт экспериментальной медицины. — М.: Издательство Академии медицинских наук СССР, 1951. — 127 с.
- Аничков Н. Н. Основные положения и неразрешённые вопросы современного учения об атеросклерозе артерий // Сов. мед. — 1956. — № 9. — С. 3-10.
- Anitschkow N., Volkova K., Kikaion E., Pozharissky K. Compensatory Adjustments in the Structure of the Coronary Arteries of the Heart with Stenotic Atherosclerosis // Circulation — 1964. — Vol. 29. — № 3 — P. 21-46.

## Ученики
Свыше 30 представителей научной школы Н. Н. Аничкова стали профессорами, а 11 человек — членами АМН СССР и РАМН (патологоанатомы В. Г. Гаршин, М. Ф. Глазунов, Л. М. Шабад, В. Д. Цинзерлинг, А. А. Соловьёв, А. Н. Чистович, В. А. Нагорнев, О. К. Хмельницкий и патологофизиологи И. Р. Петров, П. Н. Весёлкин, Н. Н. Зайко).

## Память
- В Санкт-Петербурге установлены мемориальные доски на двух зданиях, где в разные годы работал Н. Н. Аничков: на анатомическом корпусе Военно-медицинской академии (ул. Академика Лебедева, 37) и на одном из корпусов Институт экспериментальной медицины (ул. Академика Павлова, 9а)[11].
- Имя Н. Н. Аничкова носит лаборатория атеросклероза Института экспериментальной медицины.
- В 2013 г. в Военно-медицинской академии им. С. М. Кирова выпущена бронзовая медаль в честь 100-летия теории патогенеза атеросклероза Н. Н. Аничкова с изображением учёного.
- С 2007 года Европейское общество по изучению атеросклероза (The European Atherosclerosis Society, EAS) ежегодно присуждает Премию Аничкова (The Anitschkow Prize) за выдающиеся исследования в области атеросклероза и связанных с ним нарушениях обмена веществ[12]. Лауреат получает бронзовую медаль Аничкова, награду в размере 10 000 евро, а также возможность выступить с лекцией в рамках церемонии открытия Конгресса EAS и приглашение в качестве рецензента в журнал Общества[13]. В 2023 году Премии Аничкова был удостоен профессор Стивен Николлз[14].

## Семья
Первый раз Н. Н. Аничков женился на дочери городского головы Аккермана Наталии Мильтиадовне Мута́фоло (1889?—1942). Имел в этом браке сына (Аничков, Милий Николаевич, 1920—1991), ставшего видным военным хирургом. Внук Н. Н. Аничкова Николай Мильевич Аничков — член-корреспондент РАН, заслуженный деятель науки РФ, лауреат премии правительства РФ.
После смерти жены в 1942 году, женился второй раз, на Вере Алексеевне Бартеневой (1895—1989), которая была инженером-химиком и происходила из костромских дворян. В этом браке детей не было.
Знаток русской литературы, музыки и истории, Н. Н. Аничков любил природу и домашних животных. В свободное время он с удовольствием занимался садоводством на своей даче в академическом посёлке в Комарово.

## В культуре
Кинохроника опытов по индуцированию атеросклероза у кроликов была использована режиссёром Сергеем Дебижевым в фильме «Комплекс невменяемости»: прототипом румынского академика Петровича в картине явился Н. Н. Аничков.